# Halte St. Pancras
Halte St. Pancras (geografische afkorting Pan) is een voormalige halte aan de spoorlijn Alkmaar - Hoorn, Staatslijn K en de spoorlijn St. Pancras - Broek op Langedijk. De halte van Sint Pancras was geopend van 1895 tot 17 september 1944.